# 로스트
《로스트》(Lost)는 미국 ABC에서 방영된 드라마이다. 남태평양 미지의 섬에 추락한 시드니발 로스앤젤레스행 Oceanic Airlines Flight 815편 여객기 생존자들의 이야기를 다루고 있다. 제프리 리에버, J. J. 에이브럼스, 데이먼 린델로프가 기획하여 2004년 9월 22일 처음으로 방송되었다. 플래시백을 제외한 대부분의 장면은 하와이주 오아후섬에서 촬영되었다.
ABC 스튜디오, 배드 로봇 프로덕션, 그래스 스커트 프로덕션에서 제작되었다. 부수 음악은 마이클 자키노가 맡았으며, 제작 총지휘자는 에이브럼스, 린델로프, 칼턴 큐스, 잭 벤더, 제프 핑크너, 브라이언 버크이다. 앙상블 캐스팅과 하와이에서 촬영하는 데에 들어간 비용으로 인해, TV 프로그램들 중에서 상당히 높은 비용이 들어가는 편이다.
《로스트》는 평론과 대중 모두에게 좋은 반응을 얻으며, 2005년 에미상 "Outstanding Drama Series" 부문 등을 비롯하여 많은 상을 수상하였다.
《로스트》는 2010년 5월 23일에 시즌 6, 121번째 에피소드를 끝으로 종영되었다.

## 시놉시스

### 각 시즌 별 개요
시즌 1은 총 25화로 2004년 9월 22일 오후 8시 (미 동부 표준시)에 방영을 시작하였으며 매주 수요일 8시에 방영되었다. 오세아닉 815편 보잉777-200ER이 한 열대 섬에 추락한 후 살아남은 사람들이 생존해 가는 이야기를 다룬다. 생존자들은 북극곰이나, 검은 연기나, 섬의 원주민 집단인 디아더스와 같은 미스테리한 존재로부터 위협을 받게 된다. 또 생존자들은 16년 전 섬에 난파했던 프랑스 여성과 조우하게 되며 땅에 묻혀있던 해치도 발견하게 된다. 시즌 후반에는 뗏목을 타고 섬을 탈출하려고 시도해보기도 한다.
시즌 2는 총 24화로 2005년 9월 21일 오후 9시 (미 동부 표준시)에 방영을 시작하였으며 매주 수요일 오후 9시에 방영되었다. 추락 후 45일 후부터의 이야기를 다루며 생존자들과 아더스과의 충돌이 좀 더 부각되고 각 에피소드에서 운명과 과학이란 존재에 대한 것도 좀 더 중요하게 다뤄진다. 시즌 1에서 등장했던 미스테리 현상에 대해 설명이 등장하고 동시에 새로운 미스테리 현상도 등장한다. 후미 부분에서 생존자들과 아더스의 일원들이 새로 등장한다. 해치의 내부가 드러나고 달마 이니셔티브 가 등장한다. 생존자 중 한 명이 배신을 하며, 추락의 원인이 밝혀지기도 한다.
시즌 3는 총 23화로 2006년 10월 4일 오후 9시 (미 동부 표준시)에 방영을 시작하여 매주 수요일 오후 9시에 방영되다가 11월 8일 방영 분 이후 2월 7일까지 방영이 중단되었다. 2월 7일 방영 재개 후에는 매주 수요일 오후 10시에 방영되었다. 시즌 3는 추락 후 67일 후 부터의 이야기를 다룬다. 이 시즌에서는 새로운 생존자들도 소개되며, 디아더스의 대부분이 소개된다. 생존자들은 디아더스와의 깊은 교류를 통해 그들을 파악하고 또한 섬의 비밀과 역사에 대해 조금 더 알아나간다. 디아더스의 한 일원이 생존자 팀에 합류하는 한 편, 생존자 팀의 한 일원이 디아더스 쪽에 남는다. 또한 섬 외부에서 구조팀으로 추정되는 외부인이 발견된다. 시즌 후반 부에 디아더스와 생존자팀의 전쟁이 가시화되며, 생존자팀은 구조팀과 연락을 시도한다.
시즌 4는 원래 16화로 기획되어 있었으나, 2007-2008 미국 작가노조 파업으로 인해 14화 (파업 전 제작 된 8화와 파업 후 제작 된 6화)로 단축 방영되었다. 시즌 4는 총 14화로 2008년 1월 31일 오후 9시 (미 동부 표준시)에 방영을 시작하였으며 매주 목요일 오후 9시에 방영되다가 3월 20일 방영 분 이후 4월 24일까지 방영이 중단되었다. 방영 재개 후에는 매주 목요일 오후 10시에 방영되었다. 시즌 4는 화물선 카하나로부터 온 외부인들과 생존자들의 교류 및 충돌에 대해 주로 다루고 있으며, 오세아닉 식스라 불리는 생존자팀 일부의 삶과 탈출에 대해 다룬다.
시즌 5는 총 17화로 2009년 1월 21일 오후 9시 (미 동부 표준시)에 방영을 시작하였으며 매주 수요일 오후 9시에 방영되었다. 시즌 5는 두 가지 시간대를 번갈아가며 보여 준다. 첫 번째 시간대는 섬에 남은 생존자들에 대한 것으로, 섬의 시간대가 전후로 왔다갔다 하다가 1974년으로 안정된 이후 섬에 남은 생존자들이 달마 이니셔티브와 교류하며 달마 이니셔티브에 있었던 일을 알아 나가는 방식으로 구성된다. 두 번째 시간대는 정상 시간대로서, 3년 후인 2007년 오세아닉 식스가 아지라 항공을 통해 섬에 돌아오는 이야기를 다룬다.
시즌 6는 총 18화로 2010년 2월 2일 오후 9시 (미 동부 표준시)에 방영을 시작하였으며 매주 화요일 오후 9시에 방영되었다. 시즌 6 역시 시즌 5와 마찬가지로 두 가지 시간대를 번갈아가며 보여 준다. 첫 번째 시간대는 오세아닉 815편 항공기가 추락되지 않은 2004년의 이야기로서 로스앤젤레스 국제공항에 무사히 도착한 생존자들이 서로를 모른 채 교류해 나가는 과정을 보여준다. 두 번째 시간대는 정상 시간대로서, 생존자들이 핵폭발의 여파로 2007년 현재로 돌아와 맨 인 블랙 (연기 괴물)에 의한 제이콥의 죽음의 여파를 겪는 내용이다. 제이콥과 리처드 알퍼트, 연기 괴물에 대한 상세한 과거가 소개되며 미스테리의 대부분을 해결하지만 전부 해결하지는 않는다. 수미상관식의 결말을 보여 주며 등장인물들의 내면에 집중한다.

### 미스테리
《로스트》 극 중에서는 과학 소설이나 초현실적 현상에 자주 등장하는 미스테리적 요소들이 등장한다. 《로스트》의 제작 팀은 이러한 요소들을 만들 때 팬들의 추측을 기반으로 구성하였다고 밝혔다. 여기에서 말하는 미스테리는 극 중 섬에 등장하는 맨 인 블랙이나, 섬의 원주민인 "아더스", 달마 이니셔티브와 달마 이니셔티브 연구 기지, 등장인물 간의 섬에 추락하기 전, 현재, 그리고 미래에서의 인연을 말한다
일부 팬들은 2001년 상영된 도니 다코와 비슷한 점에 주목하기도 한다. 도니 다르코에는 《로스트》의 소재인 시간 여행이나, 토끼, 비행기 추락, 그리고 운명이라는 소재를 쓰고 있다.

## 방송 시간
| 방송 채널 | 방송 기간                          | 방송 시간                                               |
| --------- | ---------------------------------- | ------------------------------------------------------- |
| KBS 2TV   | 2004년 12월 18일 ~ 2005년 6월 25일 | 매주 토요일 낮 1:10 ~ 2:00(50분,시즌 1)                 |
| KBS 2TV   | 2006년 4월 22일 ~ 2006년 10월 21일 | 매주 토요일 낮 12:50 ~ 1:40(50분,시즌 2)                |
| KBS 2TV   | 2007년 7월 21일 ~ 2007년 11월 2일  | 매주 토요일 낮 12:50 ~ 1:40(50분,시즌 3)                |
| KBS 2TV   | 2007년 11월 9일 ~ 2007년 12월 29일 | 매주 토요일 낮 1:00 ~ 1:50(50분,시즌 3)                 |
| KBS 2TV   | 2008년 7월 9일 ~ 2008년 9월 21일   | 매주 일요일 밤 11:25 ~ 1:05(50분(2편 연속 방송),시즌 4) |
| KBS 2TV   | 2009년 7월 26일 ~ 2009년 9월 20일  | 매주 일요일 밤 11:30 ~ 1:10(50분(2편 연속 방송),시즌 5) |

## 등장 인물
오세아닉 815편 탑승객 324명 중 처음에는 71명과 개 한 마리가 살아남아 세 부분으로 나뉘어 섬 여기저기에 흩어졌다. 시즌 1에는 14명이 주연을 맡아 위기의 주부들 다음으로 가장 많은 캐스팅 수가 되었다. 이러한 폭넓은 캐스팅으로 작가진은 스토리 전개에 있어서 좀 더 유용성을 얻을 수 있었다. 제작 총지휘자인 브라이언 버크의 말에 따르면 "여러분은 앞으로 더 많은 등장인물간의 관계, 등장 인물, 배경 이야기, 삼각관계를 볼 수 있습니다"고 말했다.
시즌 1 처음에는 14명이 주연을 맡았다. 나빈 앤드류스는 이라크 공화국 수비대로 있었던 사이드 자라를, 에밀리 드 레빈은 호주의 임산부인 클레어 리틀턴을, 매튜 폭스는 외과의사인 잭 셰퍼드를, 조지 가르시아는 복권에 당첨되지만 그 후 계속 불행한 일을 겪는 휴고 헐리 레예스, 매기 그레이스는 발레 교사였던 섀넌 러더퍼드. 조시 홀로웨이는 사기꾼이였던 제임스 소이어 포드를. 김윤진은 대한민국의 기업 대부의 딸인 권선화를, 다니엘 대 킴은 그녀의 남편인 권진수를, 에반젤린 릴리는 탈주범인 케이트 오스틴을 도미닉 모나한은 한 때 잘 나가던 록 스타였지만 지금은 마약 중독자인 찰리 페이스를 테리 오 퀸은 신비의 인물 존 로크를 해럴드 페리네우는 공사장 인부인 마이클 도슨을 아역 배우인 맬컴 데이비드 켈리는 그의 아들인 월트 로이드를 이언 서머헐더는 섀넌 러더퍼드의 이복오빠이자 구조요원인 분 칼라일역을 맡았다.
시즌 1~2동안 스토리가 진행되면서 기존 등장인물이 죽어버리고 새로운 인물이 등장했다. 분 칼라일 시즌 1 후반에 사망하고, 월트가 아더스에게 납치된 후 조연으로 변경되었다. 섀넌이 시즌 2 8화에서 이탈하면서 나이지리아 가톨릭 신부이자 전 조직 폭력배인 미스터 에코 (애디왈레이 애키누에이 아그바예), 공항 경비 직원이자 전 경찰인 아나 루시아 코츠 (미셸 로드리게스) 정신과 의사인 리비 스미스 (신디아 와트로스)가 새로 생존자 캠프에 들어오게 된다. 아나 루시아와 리비는 자신의 아들을 찾으려던 마이클에게 총을 맞으면서 사망하게 된다.
시즌 3에선 시즌 2에서 조연으로 출연했던 스코틀랜드의 군인인 데스몬드 흄 (헨리 이안 쿠식 역)와 아더스의 리더인 벤저민 라이너스 (마이클 에머슨역)이 주연으로 발탁되었으며 아더스의 일원인 산부의과 의사 줄리엣 버크 (엘리자베스 미셸)과 생존자 중 2명인 니키와 파울로 (키일리 산체즈, 로드리고 산토로 역)이 새로 등장했다. 여기에서도 기존 등장인물이 사망했다. 미스터 에코는 담당 배우 본인이 더 이상 《로스트》에 나오고 싶지 않다는 요청에 따라 시즌 초반에 사망했으며 니키와 파울로도 팬들의 비판에 따라 시즌 중반에 사망하였고 찰리도 시즌 극후반에 사망했다. 시즌 4에서는 마이클 (해럴드 페리네우 역)이 자신이 배신한 죄값을 치루기 위해 다시 섬으로 돌아오게 된다. 마이클 외에도 물리학자 다니엘 파라데이 (제레미 데이비스 역), 유령과 소통할 줄 아는 마일즈 스트라움 (켄 렁), 고고학자인 샬로트 스테플스 루이스 (레베카 메이더)가 새로 주연으로 등장한다. 마이클은 시즌 후반에 사망하며, 클레어도 시즌 후반에 죽었던 자신의 아버지를 따라가고 난 후 실종되어 시즌 5에 등장하지 않게 된다.
시즌 5에는 새로운 등장인물은 없으며, 기존 등장인물 샬럿이 5번째 에피소드에 사망하며 다니엘과 줄리엣이 각각 끝에서 3번째, 피날레 에피소드에서 사망한다. 시즌 6에는 기존의 조연인 리처드 알퍼트 (네스터 카보넬 역)과 파일럿 프랭크 라피두스 (제프 파헤이)가 주연으로 변경되며 아지라 316편의 생존자 중 한명인 일라나 버단스키 (줄레이카 로빈슨)이 새로 주연으로 등장한다. 거기에 기존에 주연이였던 이언 서머헐더, 도미닉 모나그한, 레베카 메이더, 제레미 데이비스, 엘리자베스 미셸, 매기 그레이스, 미셸 로드리게스, 헤럴드 페리네우, 신디아 와트로스 가 주연으로 다시 등장한다.

### 한국어판 성우진 (KBS)
- 홍시호 - 잭 셰퍼드(매튜 폭스)
- 이선 - 케이트 오스틴(에반젤린 릴리)
- 원호섭 - 휴고 헐리 레예스(조지 가르시아)
- 성완경(시즌 1~2)/류다무현(시즌 3~5) - 제임스 소이어 포드(조쉬 홀로웨이)
- 박상일 - 존 로크(테리 오퀸) / 찰스 위드모어(앨런 데일)
- 김대중(시즌 2)/변영희(시즌 3~5) - 데스몬드 데이비드 흄(헨리 이안 쿠식) / 맨 인 블랙(티투스 웰리버)
- 임성표 - 벤 라이너스(마이클 에머슨)
- 김준 - 마이클 도슨(해럴드 페리노) / 리처드 알퍼트(네스터 카보넬) / 프랭크 래피더스(제프 파헤이) / 피어 챙 박사(프랑수아 차우)
- 양석정 - 사이드 자라(나빈 앤드류스)
- 이규석 - 권진수(다니엘 대 킴) / 다니엘 파라데이(제레미 데이비스)
- 이주연 - 권선화(김윤진)
- 이현주 - 클레어 리틀턴(에밀리 더 래빈) / 월트 로이드(말콤 데이비드 켈리)
- 차명화 - 줄리엣 버크(엘리자베스 미첼)
- 윤세웅 - 찰리 페이스(도미닉 모나한) / 마일즈 스트라움(켄 렁)
- 장우영 - 아나 루시아 코르테스(미셸 로드리게스)
- 문선희 - 섀넌 러더포드(매기 그레이스)
- 문관일 - 미스터 에코(애디왈레이 애키누에이 아그바예,시즌 2~3)
- 김순영 - 리비 스미스(신디아 와트로스)
- 이강식 - 크리스찬 셰퍼드(존 테리)
- 한상덕 - 톰 프렌들리(M.C. 게이니,시즌 1~4)
- 최하나 - 나오미 도릿(마샤 토머슨) / 일라나(줄레이카 로빈슨) / 새라(줄리 보언)
- 유지원 - 샬럿 루이스(리베카 메이더)
- 은정 - 알렉스(타니아 레이먼드)
- 성선녀 - 로즈(L. 스콧 캘드웰)
- 이선영 - 로크의 엄마(스우시 커츠,시즌 1)
- 장광 - 굿원(브렛 컬런,시즌 2)
- 문지현 - 캘러웨이(지네타 아네트,시즌 2)
- 진웅 - 케인(앤슨 마운트,시즌 2)

## 제작

### 기획
이 시리즈의 제작의 시작은 2004년 1월 당시 ABC의 사장이였던 로이드 브라운이 소설 《파리대왕》, 영화 《캐스트 어웨이》, 텔레비전 드라마 시리즈 《길리안의 섬》, 리얼리티 쇼 《서바이버》의 설정을 이용해 초안 대본을 짜보라고 지시한 데에서부터 시작되었다. 그 이전에도 ABC에서는 1969년에 더 뉴 피플이라는 비행기가 추락한 후 살아남은 자들의 이야기를 다룬 미니시리즈를 방영한 적이 있다. 이 《로스트》의 제작자중 한 명인 가디 폴락크는 제작 당시에 대해 "《로스트》는 게임 미스트에서 영향을 받았다"라고 회고하기도 했다." 제프리 리에버가 쓴 노웨어라는 파일럿 에피소드 대본이 《로스트》의 대본으로 채택되었지만 리에버는 이 대본이 맘에 안 들어 터치스톤 텔레비전 (현재 ABC)에 소속되어 있었던 J. J. 에이브럼스를 만나 이 대본을 다시 써보게 하였다. J. J. 에이브럼스는 처음엔 이 대본을 다시 쓰는 걸 머뭇거렸지만 이 시리즈의 소재중 하나인 초자연적 현상 소재를 맘에 들어했고 데이먼 린델로프와 같이 이 시리즈의 스타일과 등장인물을 만들어 냈다. 짧은 스케줄이었지만 제작 팀은 각각 배역에 알맞은 배우를 캐스팅 할 수 있었다.

### 캐스팅
시즌 1에서는 당초 캐스팅 계획과 많은 부분이 달라졌다. 주요 인물인 잭은 원래 파일럿 에피소드에서 죽어가고 있던 것으로 설정하고 마이클 키튼이 맡을 것으로 계획되었으나 ABC에서 잭이 그냥 살아있는 것으로 하고 배역도 바꾸게 했다. 케이트도 원래는 생존자들의 수장을 맡기기로 되어 있었으며 중년의 커리어우먼이자 남편이 교통 사고로 사망한 것으로 설정할 계획이였으나 이 설정은 로즈에게 넘겨지게 되었다. 도미닉 모나그한과 조지 가르시아도 원래 전직 락 스타로 설정되었던 소이어를 염두에 두고 오디션을 보았으나 이 락 스타의 설정은 찰리 페이스로 넘어갔고 역할도 도미닉 모나그한이 맡게 되었으며 조지 가르시아에게는 휴고 헐리 레예스 역할을 맡기로 되었다. 나중에 소이어 역할을 맡게 된 조시 할로웨이도 처음에는 자신의 남부 억양을 숨기려고 애를 썼었는데, J. J. 에이브럼스가 남부 억양도 캐스팅한 이유 중에 하나니까 그냥 있는 그대로 연기하라고 주문했다. 원래의 소이어 캐릭터 설정은 깔끔한 도시의 정장 차림의 협잡꾼이었다가 오디션에서 할로웨이가 대사를 까먹은 바람에 홧김에 의자를 걷어찼고, 그걸 본 작가들이 마음에 들어서 거기에 맞게 설정이 변경되었다. 김윤진은 원래 케이트 역할을 염두에 두고 오디션을 보았으나 제작진에서는 케이트 역할은 알맞지 않다고 생각했고 그 대신 선 역할을 새로 만들고 진도 새로 만들어 다니엘 대 킴이 그 역할을 맡게 하고 둘을 부부로 엮게 했다. 나빈 앤드류가 맡은 사이도도 원래 계획상에서는 없었다. 로크와 마이클도 배역을 맡은 배우의 뜻에 따라 대본이 작성되었으며 에밀리 드 라빈이 맡은 클레어도 원래는 조연만 맡을 계획이였다. 시즌 2에서 마이클 에멀슨은 당초에는 헨리 게일 역할을 맡아 총 3번만 출연할 예정이였으나 연기력이 뛰어나다는 평가를 받아 총 8편으로 연장하고, 그 후 시즌 3, 마지막 시즌까지 등장하게 된다.

### 촬영
《로스트》의 촬영은 대부분 하와이 주의 오아후 섬에서 이뤄졌다. 파일럿 에피소드에서의 섬에서의 촬영은 섬의 북서쪽에 있는 모쿨레이아 해변에서 이뤄졌으며, 그 후의 해변에서의 촬영은 노스쇼어의 외진 곳에서 촬영되었다. 시즌 1의 동굴에서의 촬영은 1999년 제록스의 직원들이 살해당한 사건 이후 안 쓰던 사운드 스테이지를 가져다 촬영했다. 그 후 사운드 스테이지와 제작 팀은 시즌 2의 스완 기지와 시즌 3의 히드라 기지가 세워져있던 하와이의 영화 스튜디오로 이동했다
캘리포니아나 뉴욕, 마이애미, 대한민국, 이라크, 나이지리아, 영국 등등 대부분의 도심 장면들은 현지에서 대신 호놀룰루에서 찍은 것으로 대체되었다. 예를 들어 시드니 공항 같은 경우 하와이 컨벤션 센터에서 이뤄졌으며 이라크 공화국 수비대의 기지의 경우 제2차 세계 대전 때 쓰였던 벙커를 사용했다. 그 외에 시즌 3 피날레 "Through the Looking Glass" 에피소드의 일부 장면의 경우 로스엔젤레스에서 촬영이 이뤄졌으며 시즌 4의 일부 장면 같은 경우엔 위드모어를 연기한 앨런 데일이 뮤지컬 스패말롯 촬영으로 인해 하와이에 갈 수가 없어 런던에서 이뤄지기도 했다. 그 외 다른 촬영 장소 정보는 Lost Virtual Tour에서 확인 할 수 있다.

### 음악
《로스트》에 등장하는 오케스트라 음악은 헐리우드 스튜디오 교향악단에서 연주했으며 마이클 지아키노가 작곡했다.
《로스트》 시즌 1 사운드트랙은 2006년 3월 21일 바레스 사라반드에서 발매했다. 이 사운드트랙에는 《로스트》 시리즈의 감독인 J. J. 에이브럼스가 작곡한 《로스트》의 인기 있는 음악을 모아 풀 버전으로 수록되어있다. 시즌 2 사운드 트랙도 2006년 10월 3일에 같은 회사에서 발매되었으며 시즌 3 사운드트랙은 2008년 5월 6일, 시즌 4 사운드트랙은 2009년 5월 11일 그리고 시즌 5 사운드트랙은 2010년 5월 11일에 발매되었다.

## 반응 및 평가

### 시청률
| 시즌 | 시간대(EDT)                                                                                              | 시즌 시작       | 시즌 종료       | 방송 연도       | 순위 | 시청자(백만 명) |
| ---- | --- | --------------- | --------------- | --------------- | ---- | --------------- |
| 1    | 수요일 오후 8:00                                                                                         | 2004년 9월 22일 | 2005년 5월 25일 | 2004년 ~ 2005년 | #15  | 16.1            |
| 2    | 수요일 오후 9:00                                                                                         | 2005년 9월 21일 | 2006년 5월 24일 | 2005년 ~ 2006년 | #15  | 15.5            |
| 3    | 수요일 오후 9:00(2006년 10월 4일 ~ 2006년 11월 8일) 수요일 오후 10:00(2007년 2월 7일 ~ 2007년 5월 23일)  | 2006년 10월 4일 | 2007년 5월 23일 | 2006년 ~ 2007년 | #14  | 14.6            |
| 4    | 목요일 오후 9:00(2008년 1월 31일 ~ 2008년 3월 20일) 목요일 오후 10:00(2008년 4월 24일 ~ 2008년 5월 29일) | 2008년 1월 31일 | 2008년 5월 29일 | 2008년          | #17  | 13.40           |
| 5    | 수요일 오후 9:00                                                                                         | 2009년 1월 21일 | 2009년 5월 13일 | 2009년          | #28  | 11.05           |
| 6    | 화요일 오후 9:00                                                                                         | 2010년 2월 2일  | 2010년 5월 23일 | 2010년          | #21  | 11.61           |

파일럿 에피소드는 1860만 명의 시청자를 동원하였으며, 시즌 1 동안 《로스트》는 평균적으로 1600만 명의 시청자를 기록하며, 프라임 타임의 프로그램 중에서 14위에 올랐다. 시즌 2의 첫 에피소드는 파일럿 에피소드보다도 높은 2300만 명 이상을 동원하였으며, 시즌 3의 첫 에피소드는 1880만 명을 동원하였다.

시청 인구 그래프. 미국 기준으로 100만명 단위이다.

시즌 1에서 《로스트》는 1600만명 시청인구를 동원해 프라임타임 시간대 중 15위를 기록하였으며 18~49세 시청 인구에서 15위를 기록했다. 시즌 2에서도 시청 인구 1550만 명을 동원해 14위에 들었으며 14~49세 시청 인구는 시즌 1에 비해 순위가 올라가 8위를 기록했다. 시즌 2 1화는 시즌 1 보다 더 많은 시청 인구를 동원해 2300만명을 동원했다. 시즌 3 1화에서는 1880만명 시청 인구를 동원했다. 시즌 3 방영 중 시청률이 계속 떨어져 1450만명까지 떨어졌고 봄이 되었을 때 즈음 1100만명 대까지 떨어졌다가 시즌 피날레에서는 1400만명 대로 회복했다. 이러한 하향세 요인으로 《로스트》가 방영된 후 시청자들이 추후 DVD로 발매되는 것에 기대를 걸기 때문에 굳이 일부러 시간 잡아서 볼 필요가 없다라는 분석이 있다. 그럼에도 불구하고 《로스트》는 (미 동부 기준) 10시 시간대 18~49세 시청 연령층 확보에 있어서 지속적으로 상승세를 유지했다. 시즌 4의 프리미어 에피소드 시청률은 이전 에피소드 시청 인구인 1610만명 보다 높이는 데 성공하였지만 이후 8개 에피소드가 방영되면서 1140만명으로 감소했다. Informa Telecoms and Media가 2006년에 20개국을 상대로 실시한 조사에서 《로스트》는 《CSI마이애미》에 이어 가장 많은 시청자 수를 기록하였다. 시즌 6 프리미어 에피소드는 1210만명 시청 인구를 동원하면서 시즌 2 이후 처음으로 시청률을 올리게 되었다.

### 수상

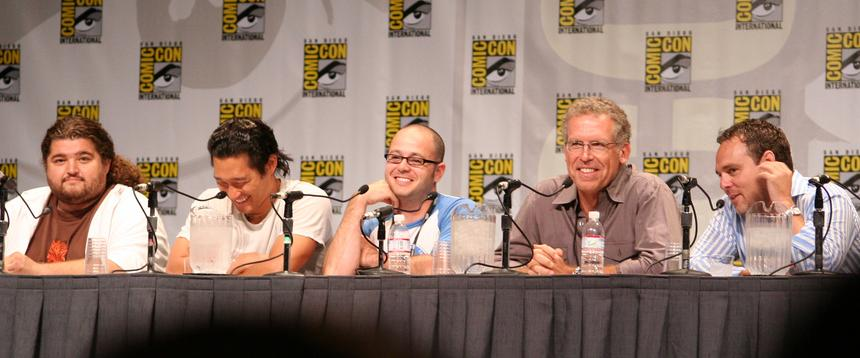
(왼쪽부터 차례대로) 알마상 수상 배우 조지 가르시아, 다니엘 대 킴. 에미상 수상 총감독 데이먼 린델로프, 칼턴 큐스, 브라이언 버크

《로스트》는 2004년 9월 22일 방영이 시작된 시즌 1부터 2010년 5월 23일 시즌 6 종영시까지 총 30여개의 상에 200여회 후보에 올랐으며 이 중 50여회 수상을 받았다. 대표적으로 프라임타임 에미상에서 4회, 골든글러브 상 1회, 골든 릴 상 5회 텔레비전 비평가 협회 4회, 미국 영화 협회상 3회 수상받은 것들이 있다.
작품 뿐만이 아니라 출연 배우들도 여러 차례 후보에 오르기도 했다. 매튜 폭스와 에반젤린 릴리, 테리 오퀸, 마이클 애멀슨 여러 배우가 에미상 등 후보에 오르거나 수상을 받았다.

### 평가
《로스트》는 더 보스턴 글로브의 매튜 길버트, 피플 위클리의 톰 길리마토, 산 조스 머큐리 뉴스, USA 투데이의 로버트 비안코가 주최한 "Best of 2005 TV Coverage: Critic Top Ten Lists"에서 1위에 선정되었다. 타임지의 제임스 포니워직은 2007년 방영된 최고의 드라마 중 2위에 선정했다. 그 해, 또 타임지는 역대 최고의 드라마 100개 중 하나로 선정되었다. 엠파이어에서는 《로스트》를 역대 최고의 드라마 50개 중 하나로 선정했다. 뉴욕 타임즈의 기자 빌 카터는 《로스트》를 "이 드라마는 아마 텔레비전 연속극 역사에서 드라마를 논 할 때 칭찬하지 않을 수 없는 드라마다."라고 평했다. 인상적인 오프닝을 보고 로이터는 "히트 드라마"라고 예상하며 "라디오나 스페셜 스크린을 포함, 《로스트》로 인해서 ABC가 근 5년간 최고의 광고 수입을 올리고 있다"고 보도했다.
2010년 8월, 버라이어티의 저스틴 크롤은 많은 방송국에서 이 프로그램이 끝난 후 시청자들의 공허한 마음속을 채워주려 하고 있다며 이에 대한 팬더모니엄을 생산해내려는 시도로 2010년 2분기에 등장한 NBC의 더 이벤트, AMC의 루비콘, 그리고 HBO의 게임 속 호러와 같은 드라마들을 "긴장되고, 신비로운 스릴러 스타일의 스토리"(dense, mystery-thriller-style storytelling)로 언급했다. 그리고 프린지 시즌 3이 《로스트》의 결말의 수혜를 얻을 것이라고 하기도 하였다.
E! 온라인에서는 이 드라마를 "병속의 번개"(lightning in a bottle)라 평가하며 "2010년 최고의 TV 드라마"로 선정했다.

### 팬덤 문화
《로스트》는 방영 기간 동안 수많은 컬트 문화를 만들어 냈고 국제적인 팬 커뮤니티를 양산하였다. 로스티웨이스 혹은 로스티스로 불리는 이 《로스트》의 팬들은 국제 코믹콘이나 ABC에서 주최한 컨벤션을 통해서 많은 팬들을 모았을 뿐만 아니라 로스트피디아와 같은 수많은 팬 웹사이트나 관련 포럼들이 양산되었다.
또한 팬들의 기대에 부응해 ABC가 여러 관련 작품 제작에 나섰다. 이 덕분에 《로스트》의 팬들은 ABC가 제작한 관련 웹사이트, 관련 소설, 《로스트》 제작팀이 공식적으로 개설한 포럼("The Fuselage"), 모비소드, 제작 뒷이야기, 공식 잡지, 대체현실게임 "로스트 익스피리언스"등을 통해 《로스트》의 세계에 대해 탐구할 수 있게 되었다. 공식 팬클럽 사이트는 크리에이션 엔터테인먼트를 통해 2005년 여름에 개설되었다.
대한민국 내에서는 작중 인물 권진수의 어설픈 한국말 발음이 큰 인기를 얻어 인터넷 패러디물로 양산되기도 하였다.
2005년 3월 2일 〈저주받은 숫자〉 에피소드가 방영된 후 복권에 《로스트》에 등장하는 미지의 숫자 4, 8, 15, 16, 23, 42를 넣는 사람들이 생겨났다. 피츠버그 트리뷴 리뷰에 따르면 최근 3일 내에 복권에 4, 8, 15, 16, 23, 42를 넣는 사람들이 500명을 넘었으며 비슷한 시기에 미시간 복권에도 200명 이상이 해당 숫자들을 넣었고, 10월에는 파워볼 복권에도 이 숫자들을 넣는 사람들이 급증했다고 한다.
2010년 5월 23일 《로스트》의 마지막 화가 방영된 후 심슨 가족의 오프닝에서 바트 심슨이 흑백 칠판에 《로스트》의 결말을 거짓으로 스포일링하는 장면이 나오기도 했다.

## 미디어 믹스
ABC에서 방영한 기존 《로스트》 외에도 미디어 믹스를 통한 다양한 《로스트》 관련 작품이 나와있다. 그 중에서 소설로는 ABC의 협력 업체인 디즈니가 출판한 총 3권으로 구성된 하이페리온 북스(캐티 합카가 쓴 Endangered Species (ISBN 0-7868-9090-8), Secret Identity (ISBN 0-7868-9091-6), 프랭크 톰프슨이 쓴 Signs of Life (ISBN 0-7868-9092-4))와 로렌스 셰임스가 쓰고 하이페리온이 출판한 메타픽션 Bad Twin이 있다.

## 세계 각국에서의 방영

### 대한민국
- 대한민국에서는 시즌 1이 KBS에서 2004년 12월 25일부터 토요일 오후 1시~1시 50분까지 방영하기 시작했고[73][74],다음 해 4월 2일부터는 채널CGV에서 방영하기 시작했다.[75] 시즌 1은 KBS에서 2005년 6월 25일 종영되었다.[76] 시즌 2는 KBS에서 2006년 4월 22일부터 토요일 12시 50분부터 오후 1시 40분까지 방영하기 시작했고[77],그 해 8월 3일부터는 채널CGV에서도 방영하기 시작했다.[78] 시즌 2는 KBS에서
- 그 해 10월 21일 종영하였다.

- 시즌 3은 KBS에서 2007년 7월 21일부터 방영하기 시작하여[79]

그 해 12월 23일 종영하였다.
- 방영시간은 시즌 2와 같았다.

시즌 4는 KBS에서 2008년 7월 27일부터 방영하기 시작하여
그 해 9월 21일 종영하였다.
- 방영시간은 일요일 오후 11시 25분부터 다음 날 새벽 1시 5분까지였으며, 2편 연속방송이었다.
- 시즌 5는 KBS에서 2009년 7월 26일부터 9월 20일까지 2편 연속으로 방영하였으며, 방영시간은 1편이 일요일 오후 11시 30분부터 다음 날 새벽 0시 20분까지, 2편은 그 날 0시 20분부터 새벽 1시 10분까지다.[81]

- 현재 이 드라마에서의 한국인 배역인 권진수와 권선화의 목소리는 한국어로 말하는데도 불구하고 KBS 방영판에는 기술적인 문제로 인해 김윤진(권선화 역)의 목소리만 그대로 내보내기 어려워 다른 인물들과 함께 더빙처리되어있다.

- 권진수 역의 성우는 이규석,권선화 역의 성우는 이주연이다.[82]

### 일본
일본에서는 SKY PerfecTV!'의 AXN 네트워크와 JNN의 BS-i에서 방영되었다. 주제가로 시즌 1에는 케미스트리의 "Here I am"라는 곡이
, 시즌 2에는 이토 유나의 losin'이란 곡이, 시즌 3에는 크리스탈 케이의 Lonely Girl이란 곡이 각각 선정되었다.

### 프랑스
기존 영문판 《로스트》 등장인물 중 하나인 다니엘 루소는 프랑스인인 설정으로 되어 있으나 프랑스판에서는 독일인인 것으로 설정된 특징이 있다.